# Halosphaeria appendiculata
Halosphaeria appendiculata is een schimmel, die behoort tot de orde Halosphaeriales van de ascomyceten.
In het vruchtlichaam liggen de perithecia verzonken. De met  aanhangsels bezette ascosporen hebben een tussenwand.